# Porto di Gioia Tauro
Il porto di Gioia Tauro è uno porto situato al centro del golfo di Gioia Tauro, nell'omonima città in Calabria. Primo per traffico merci in Italia e l’ottavo in Europa. Gran parte della sua infrastruttura si trova nella frazione di Eranova, all'interno del comune di Gioia Tauro. Strategicamente posizionato vicino alla rotta oriente-occidente che si estende dallo Stretto di Gibilterra al Canale di Suez; è principalmente un centro di trasbordo, collegando esso le reti globali e regionali che attraversano il Mediterraneo.
Si estende su una superficie di 620 ettari ed è una delle maggiori infrastrutture presenti nel mar Mediterraneo. Con il DPCM del 25 gennaio 2018 entra a far parte delle ZES (Zone economiche speciali) della Calabria.

## Storia
Le origini progettuali del porto di Gioia Tauro sono riconducibili alla confusa situazione politico-programmatica determinatasi in Calabria all'inizio degli anni settanta (fatti di Reggio) che prevedeva l'assegnazione della sede del capoluogo della costituenda regione a Catanzaro. L'area costiera della Piana di Gioia Tauro, tradizionalmente coltivata ad agrumi e ad oliveti, venne designata come sito adatto ospitare il porto del progettato polo siderurgico di Reggio Calabria (che sarebbe dovuto divenire il quinto centro siderurgico italiano, ma che non fu mai realizzato, al pari di altri progetti previsti dal cosiddetto pacchetto Colombo).
Il progetto era stato elaborato come "misura compensativa" rispetto alla mancata assegnazione a Reggio della sede del capoluogo. In quella circostanza, l'allora presidente del Consiglio Emilio Colombo inserì nel suo pacchetto, insieme all'insediamento del siderurgico a Reggio, anche la Liquichimica Biosintesi di Saline Joniche e la SIR - Società Italiana Resine di Lamezia Terme.
La crisi della siderurgia fece naufragare il progetto del centro siderurgico, mentre la Liquichimica di Saline Joniche non entrò praticamente in funzione. L'area di Gioia Tauro fu in seguito designata come sede di una nuova centrale a carbone dell'Enel, anch'essa mai realizzata. L'area portuale interessata dai lavori, incompleti, fu infine destinata a grande porto commerciale nel 1994, in seguito all'idea del fondatore del Gruppo Contship Italia, Angelo Ravano.
Lo sviluppo e la trasformazione in scalo globale di trasbordo comportò l'istituzione di una Capitaneria di Porto, di una sede doganale, della Guardia di Finanza, di Vigili del Fuoco e di un posto di Polizia di Stato.

A settembre 2018 il Ministero delle infrastrutture e della mobilità sostenibili non ha autorizzato il progetto di fusione dell'Autorità Portuale di Gioia Tauro e di Messina, specializzata nel traffico passeggeri. Il Consiglio dei Ministri ha invece optato per l'istituzione dell'autorità portuale dello Stretto di Messina, competente per il Porto di Messina e di Milazzo, Villa San Giovanni e Reggio Calabria, ipotizzata nel triennio precedente.

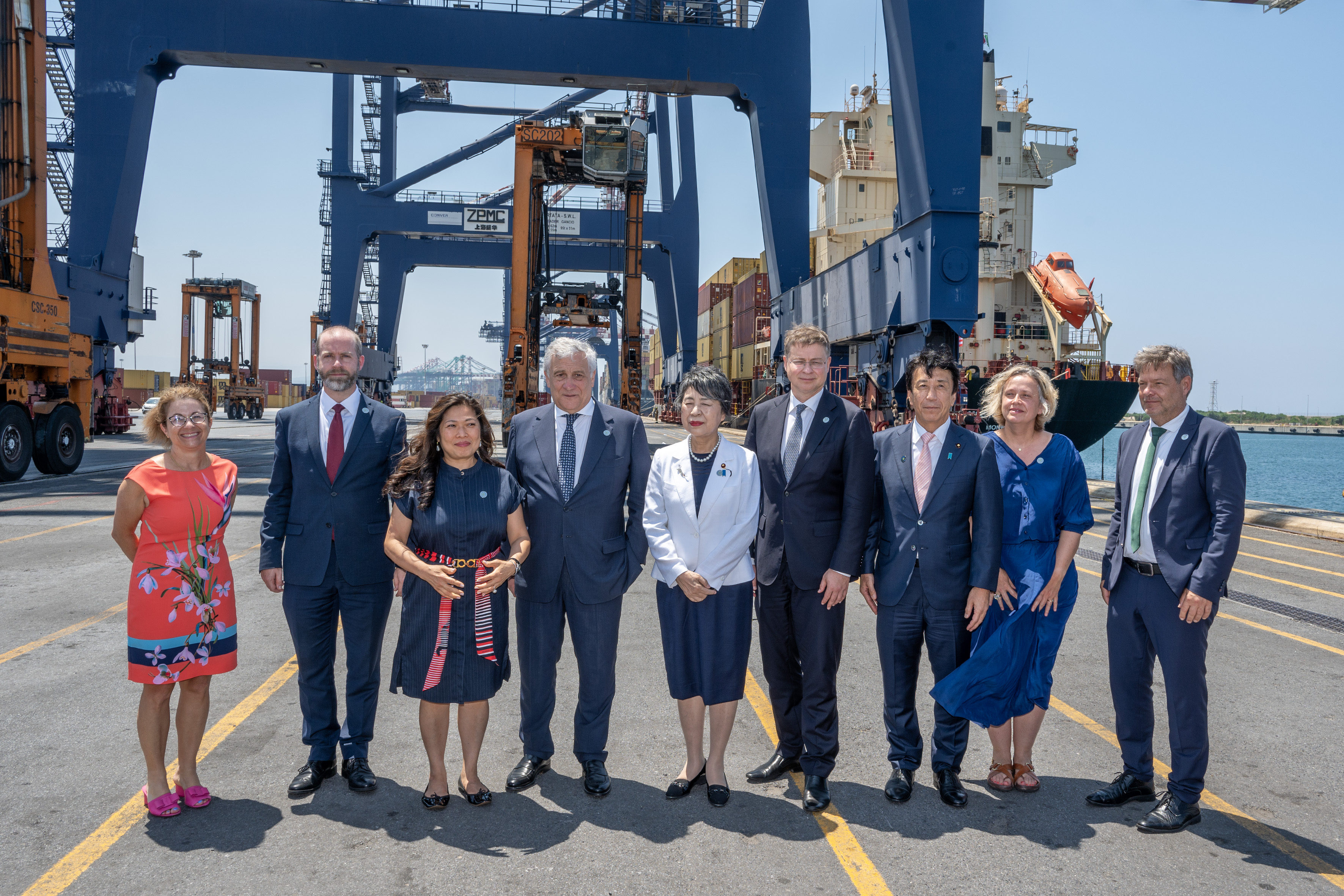
Incontro del G7 al Porto di Gioia Tauro nel 2024

Nel 2023 registra il record storico movimentando 3,54 milioni di TEUs, superando al livello europeo il porto di Le Havre.
Nel 2024, il porto di Gioia Tauro è stato protagonista di un evento internazionale di grande rilievo: il vertice del G7 sul Commercio. Durante il meeting, ministri dei principali Paesi del G7 e dei Paesi partner, come Brasile, Corea del Sud, India, Nuova Zelanda e Turchia, si sono riuniti per discutere temi globali cruciali, tra cui la riforma dell'Organizzazione Mondiale del Commercio, la sostenibilità ambientale e la resilienza economica. Tra le iniziative presentate, c'è stata l'introduzione di uno scanner avanzato per accelerare i controlli di sicurezza sui container, in particolare per gli aiuti umanitari destinati a Gaza.

## Struttura del terminal e caratteristiche principali
Il porto trae vantaggio dalla profondità naturale delle sue acque (fino a 18 m) e offre una banchina lunga 3,4 km. Le strutture comprendono ventidue gru di banchina in grado di raggiungere fino a ventitré file di container, i dipendenti sono oltre 1 300 e la struttura ha una capacità massima di quattro portacontainer ultra grandi. La portata del porto ha raggiunto i 3 467 772 di TEU nel 2008, per poi scendere costantemente dal 2009 al 2011, riflettendo la crisi economica globale. Dal 2011 al 2013 i volumi di traffico a Gioia Tauro sono ripresi, ma poi sono scesi di nuovo tra il 2013 e il 2015, a causa delle condizioni difficili del mercato del trasbordo nel Mediterraneo e della concorrenza di altri importanti centri di trasbordo in Grecia, Egitto e Malta.

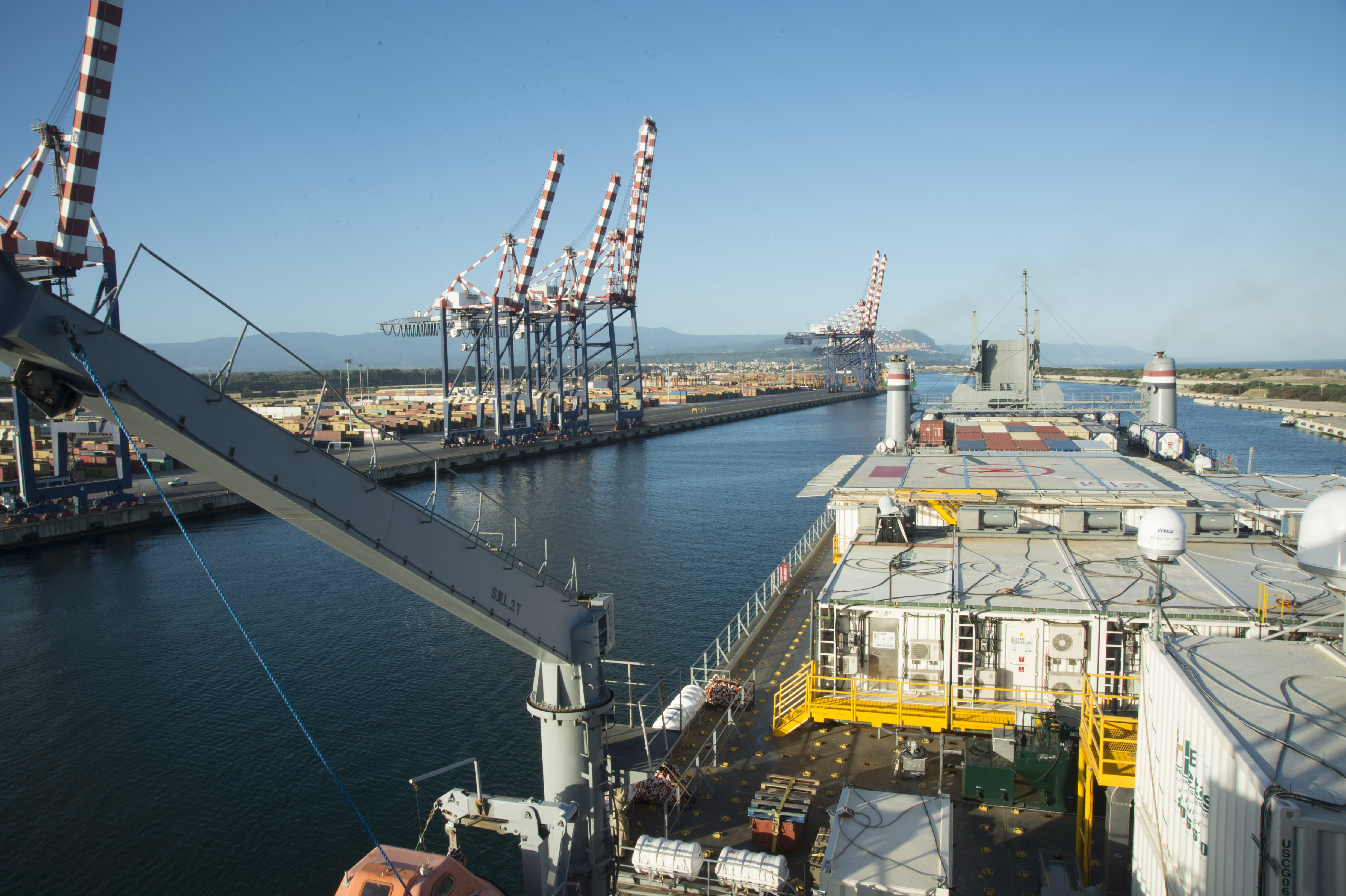
Foto del Porto di Gioia Tauro dalla prospettiva di una nave.

Nel 2020, in controtendenza rispetto agli altri principali porti europei, grazie all'acquisto della Medcenter Container Terminal (“MCT”), il porto di Gioia Tauro ha visto una crescita dei volumi, raggiungendo i 3 193 000 TEU e collocandosi dal tredicesimo posto del 2019, nella classifica dei principali porti europei, al nono posto.
Il distretto portuale ha una superficie totale di 4 400 000 metri quadrati (440 ha); si trova in una posizione mediana lungo la costa del golfo di Gioia Tauro. Ha una configurazione del canale con una superficie delle acque interne di 180 acri, dispiegandosi parallelamente alla costa. L'ingresso del canale ha una larghezza di 300 m e si allarga in un bacino di evoluzione con un diametro di 750 m. Il porto canale si dispiega verso nord per oltre tre chilometri, con una larghezza che varia da 200 a 250 m. All'estremo nord del canale c’è un secondo bacino di evoluzione con un diametro di 500 m. Il porto ha 5 125 m di banchine, di cui 3 391 m lungo il lato est, 814 m lungo il lato nord e 920 m lungo il lato ovest.

## Collegamenti intermodali
- Collegamenti su strada: il porto è servito dalla Strada Statale 18 e dall'Autostrada A2 attraverso lo svincolo di Rosarno.
- Collegamenti ferroviari: gli impianti attuali rendono possibile l'effettuazione di cinque treni giornalieri. Un raccordo ferroviario collega il porto con la ferrovia Tirrenica Meridionale, tra la stazione di Rosarno e il posto di movimento San Ferdinando.[15]
- Collegamenti aerei:
  - Aeroporto di Lamezia Terme a 77,4 chilometri.
  - Aeroporto di Reggio Calabria a 78,5 chilometri.

## Connettività marittima
Il porto di Gioia Tauro gode di una buona connettività marittima, offrendo una vasta gamma di servizi e collegamenti a tutte le regioni del mondo.
Sono disponibili 23 servizi (54 se li si considera divisi in regioni) gestiti da:
- MSC – ADC / MSC C, ADB / MSC B, Canada Express, SAEC, Himalaya Express, IPAK, Libya 1, Libya 2, ADE, ADF, ADH, ADI, NWTK, Ukraine, Australia Express, California Express, MEDGULF, MEDUSEC, Dragon, Jade, Phoenix, WAF – West Africa, AEGEAN
- Maersk – MEDGULF, AE20, AE11, AE12
- Seago Line – TA6, TA5, AM1, AM2
- CMA CGM – SAEC, IPAK
- SCI - Himalaya Express, IPAK/EPIC1
- UASC
- APL – EPIC1
- Cosco - EPIC1
- Hamburg Sud - SAEC
- Zim - SAEC
- Hapag-Lloyd - MSE
- Niver Lines – SAEC/MSE

Le città che al settembre 2016 sono collegate con il porto di Gioia Tauro sono:
- Mar Nero – Novorossijsk, Costanta, Burgas, Ilychevsky, Odessa
- Estremo Oriente & Oceania - Sydney, Melbourne, Adelaide, Fremantle, Singapore, Shanghai, Dalian, Xingang, Busan, Ningbo, Chiwan, Yantian, Xiamen, Qingdao, Nansha, Tanjung Pelepas, Vung Tau, Yokohama, Vostochniy
- Subcontinente Indiano - Colombo, Nhava Sheva, Mundra, Karachi, Hazira
- Centro & Sud America - Suape, Rio de Janeiro, Santos, Buenos Aires, Montevideo, Rio Grande, Navegantes, Itapoa, Cristobal, Balboa, Freeport, Veracruz, Altamira
- Mediterraneo - Mersin, Iskenderun, Beirut, Limassol, Alexandria, Ravenna, Trieste, Venezia, Capodistria, Piraeus, Izmir, Evyap, Gemlik, Istanbul, Tekirdag, Gebze, Aliaga, Ancona, Livorno, Genova, Sines, Fos Sur Mer, Barcelona, Valencia, Tripoli, Palermo, Khoms, Misrata, Haifa, Ashdod, Porto Said, Bari, Pozzallo, Rijeka, Ploce, Bar, Durres, Catania, Antalya, Napoli, Tekirdag, La Spezia, Civitavecchia, Algeciras, Malta, Beirut, Haifa, Las Palmas, Thessaloniki
- Medio Oriente - King Abdullah, Salalah, Jebel Ali
- Nord America – Montreal, Long Beach, Oakland, Vancouver, Seattle, Port Everglades, Houston, New Orleans, Miami, New York, Boston, Baltimore, Norfolk, Savannah, Charleston
- Nord Europa – Felixstowe, Amburgo, Antwerp, Le Havre, Rotterdam, Londra GP
- Sudafrica, Africa Occidentale & Orientale - Pointe des Galets, Port Louis, Dijbouti, Dakar, San Pedro, Lome, Tin Can Island, Cotonou

## Traffici
Traffico Porto di Gioia Tauro anni 1995-2015:
| Anno            | 1995   | 1996    | 1997      | 1998      | 1999      | 2000      | 2001      | 2002      | 2003      | 2004      | 2005      | 2006      | 2007      | 2008      | 2009      | 2010      | 2011      | 2012      | 2013      | 2014      | 2015      | 2017      | 2018      | 2019      | 2020      | 2021      | 2022       |
| --------------- | ------ | ------- | --------- | --------- | --------- | --------- | --------- | --------- | --------- | --------- | --------- | --------- | --------- | --------- | --------- | --------- | --------- | --------- | --------- | --------- | --------- | --------- | --------- | --------- | --------- | --------- | ---------- |
| Navi (Num.)     | 73     | 1.330   | 2.729     | 3.254     | 3.058     | 3.060     | 2.872     | 3.276     | 3.065     | 2.850     | 2.851     | 2.806     | 2.827     | 2.395     | 1.971     | 1.762     | 1.454     | 1.473     | 1.550     | 1.444     | 1.427     |           |           |           |           |           |            |
| Container (Teu) | 17.000 | 572.000 | 1.448.531 | 2.093.650 | 2.202.951 | 2.652.701 | 2.500.000 | 3.008.000 | 3.148.662 | 3.261.034 | 3.160.981 | 2.938.176 | 3.445.337 | 3.467.772 | 2.857.438 | 2.851.261 | 2.304.982 | 2.721.104 | 3.087.395 | 2.969.802 | 2.546.805 | 2.449.000 | 2.328.000 | 2.523.000 | 3.193.000 | 3.146.543 | 3.367.000} |

## Sicurezza del porto
Nel porto di Gioia Tauro è attivo il servizio di vigilanza e controllo espletato dalla "Gioia Tauro Port Security" un'articolazione organizzativa dell'Autorità Portuale presso la quale ha sede. Essa svolge il ruolo di:
- controllo della documentazione ai fini dell'accesso in porto dei soggetti autorizzati;
- monitoraggio delle aree e degli impianti portuali di uso comune tramite le rilevazioni;
- servizi di videosorveglianza;
- specifiche operazioni di security;
- vigilanza di navi e imbarcazioni in sosta e ai relativi accessi a bordo;
- controllo del materiale di «catering» e delle provviste di bordo;
- controllo delle autorizzazioni - tesserini portuali, badge, titoli di viaggio - che consentono l'accesso alle aree portuali agli equipaggi delle navi, al personale portuale ed a qualsiasi soggetto che abbia necessità di accedere a tali aree;
- servizi di vigilanza dei beni amministrati, di tutela del patrimonio dell’Ente e dei beni di cui la sicurezza rientra nelle competenze dell’Autorità Portuale di Gioia Tauro;
- controllo del bagaglio a mano e delle cose portate dai passeggeri in partenza ed in transito;
- controllo ai varchi carrabili e pedonali dei sedimi portuali, compresa la verifica dei titoli di accesso alle singole aree, ove previsti;
- ogni altro controllo o servizio di vigilanza ritenuto necessario dall'Autorità Portuale per il cui espletamento non è richiesto l’esercizio di pubbliche potestà o l’impiego operativo di appartenenti alle Forze di Polizia.

## Navi
Negli anni sono transitate alcune fra le più grandi navi mercantili in servizio. Le operazioni commerciali del porto di Gioia Tauro cominciano il 16 settembre 1995 sulla nave CMBT Concord (1.797 TEU). Il 6 agosto 1998 il porto accoglie per la prima volta la nave Regina Maersk, all'epoca la portacontainer più grande del mondo (6400 TEU per 318 metri di lunghezza). Il 14 gennaio 2008 arriva a Gioia Tauro la nave MSC Daniela, la più grande ad aver mai fatto scalo in un porto italiano. Con 14000 TEU di capacità, 366 metri di lunghezza e 56 metri di larghezza, la nave MSC inaugura una nuova era. Il 19 gennaio 2013 MCT opera contemporaneamente su tre navi da 14000 TEU: la MSC Gaia (13798 TEU); la MSC Ravenna (14000 TEU) e la MSC Daniela (14000 TEU). Il 30 gennaio 2015 il porto accoglie la MSC London (16650 TEU). Il 30 aprile 2019 attracca a Gioia Tauro la MSC Mirjam, una delle più grandi navi del mondo; lunga 400m e con una capacità di 19224 TEU.

## Infiltrazioni della 'Ndrangheta
(Diplomazia statunitense)
Il porto, fin dalla sua nascita fu tenuto sotto controllo dalle cosche della regione, Piromalli e Molè. È un centro di arrivo fondamentale per la 'ndrangheta calabrese per il traffico di droga internazionale. Nell'Operazione Decollo, dalle forze dell'ordine fu rivelato un traffico di sostanze stupefacenti che andava dall'Europa al Sud America all'Australia e ogni anno vengono sequestrate ingenti quantità di droga. Il porto è anche crocevia di merci contraffatte di vario genere.
Nel febbraio 2008 la Commissione parlamentare antimafia ha concluso che la 'ndrangheta "controlli o influenzi gran parte dell'attività economica intorno al porto e utilizza l'impianto come base per il traffico illegale". Nella sua relazione ha sostenuto che "l'intera gamma di interni o in subappalto attività di mafia è influenzato, dalla gestione della distribuzione e della trasmissione al controllo doganale e contenitori di stoccaggio". Il tentativo di estorsione a Ravano e a Contship, è stato parte di un progetto che "non ha comportato semplicemente questo, ma anche il controllo delle attività legate al porto, l'assunzione di lavoratori, e le relazioni con il porto sindacati e le istituzioni locali", aggiunge la relazione. "È legittimo effettivamente affermare che la malavita ha eliminato la concorrenza di società non controllate o influenzate dalla mafia nella fornitura di beni e servizi, eseguire lavori di costruzione e di assunzione di personale. E che ha gettato un'ombra sul comportamento del governo locale e altri organismi pubblici.
Il clan Piromalli ha tentato di condizionare la gestione del nuovo terminal container. Stabilito nella metà degli anni 1990, divenne il più grande terminale del bacino del Mediterraneo, dove si spostano più di 2 milioni di container nel 1998. Dal 1994, quando Contship Italia affittò l'area portuale per avviare l'attività di trasbordo ed è stato creato il Medcenter Container Terminal grazie a 138 miliardi di lire del finanziamento statale, i Piromalli mirano a obbligare la società Medcenter, attraverso il suo vice presidente Walter Lugli, Contship e la società, attraverso il suo presidente Enrico Ravano, a pagare una tangente di US $ 1,50 per ogni container trasbordato, una somma che corrispondeva a circa la metà dei profitti netti acquisiti dalle due società.
La 'Ndrangheta svolge quindi un ruolo importante nel limitare la crescita del porto e l'attrattiva dell'infrastruttura a livello mondiale grazie alla sua presenza pervasiva nella zona circostante, con continui tentativi di infiltrarsi e di condizionare anche le società operative all'interno del porto. Nonostante l'impegno del operatore del terminale, anche nel sostenere attivamente gli sforzi dei inquirenti intesi a sradicare la presenza dei suoi affiliati tra i dipendenti del porto, e la maggiore sensibilizzazione da parte del pubblico e la conseguente attenzione sulla questione, il che ha portato ad avere una gran parte dei traffici illeciti reindirizzati verso destinazioni alternative, il porto è ancora soggetto a confische periodiche di grandi quantità di droga, elementi che dimostrano sia la persistenza di interessi illeciti sia gli sforzi messi in atto da parte delle autorità pubbliche per monitorare continuamente e perseguire i trafficanti di droga.
Dal 2003, in seguito agli eventi dell'11 settembre 2001 e dopo aver aderito al Container Security Initiative degli Stati Uniti, il porto fa anche parte della rete "Megaport", ciò ha portato a implementare un insieme di procedure e controlli speciali, eseguiti direttamente da personale americano che opera all'interno dei porti in collaborazione con gli uffici doganali locali; questo per garantire i più elevati livelli di sicurezza possibili riguardo all'ispezione dei cargo e relativo monitoraggio.
Nel dicembre 2009 sono state arrestate dai carabinieri del ROS 26 persone, stroncando un giro d'affari imponente e sequestrando beni per diversi milioni di euro.

## Galleria d'immagini

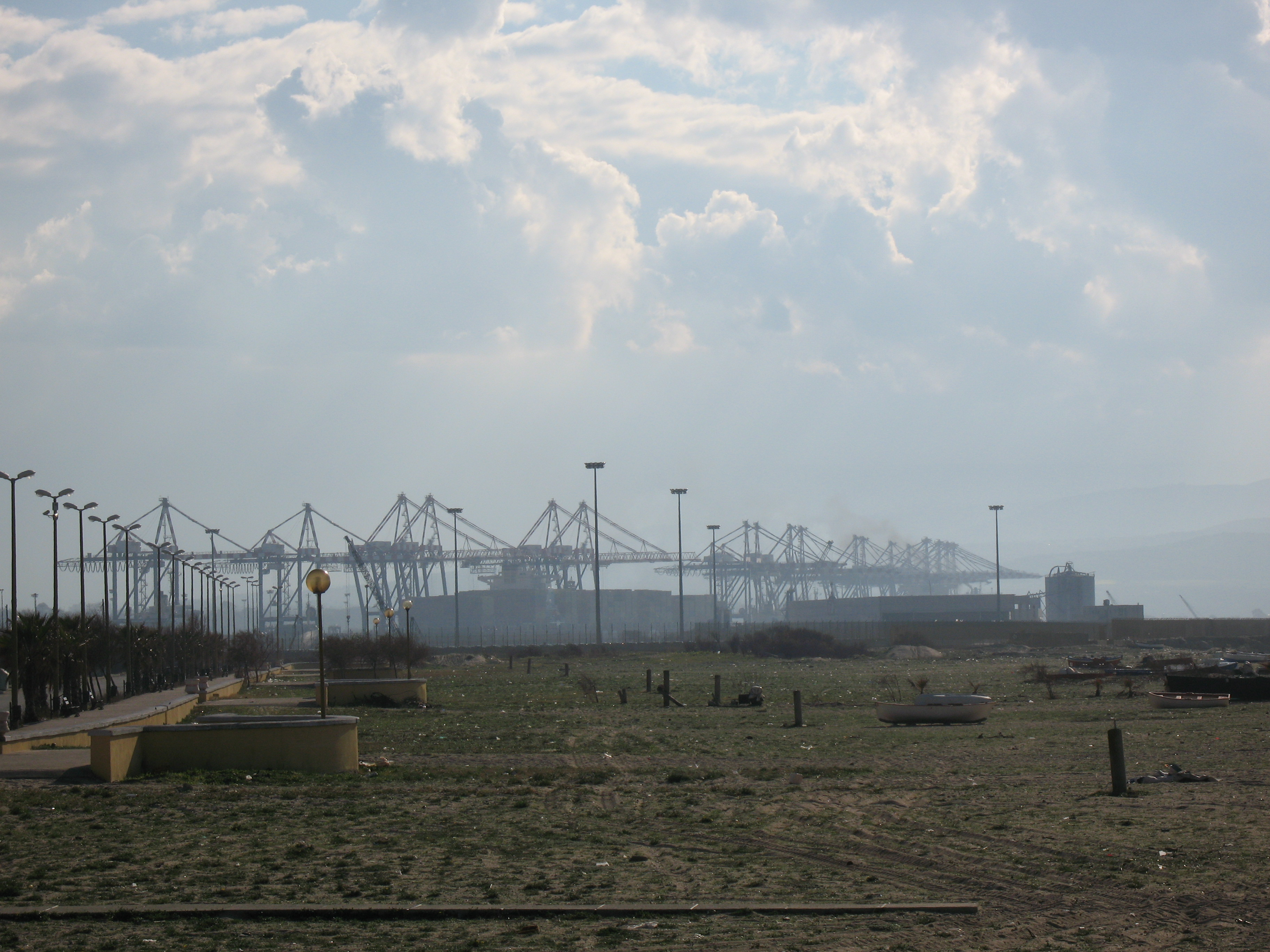
Porto di Gioia Tauro visto da San Ferdinando
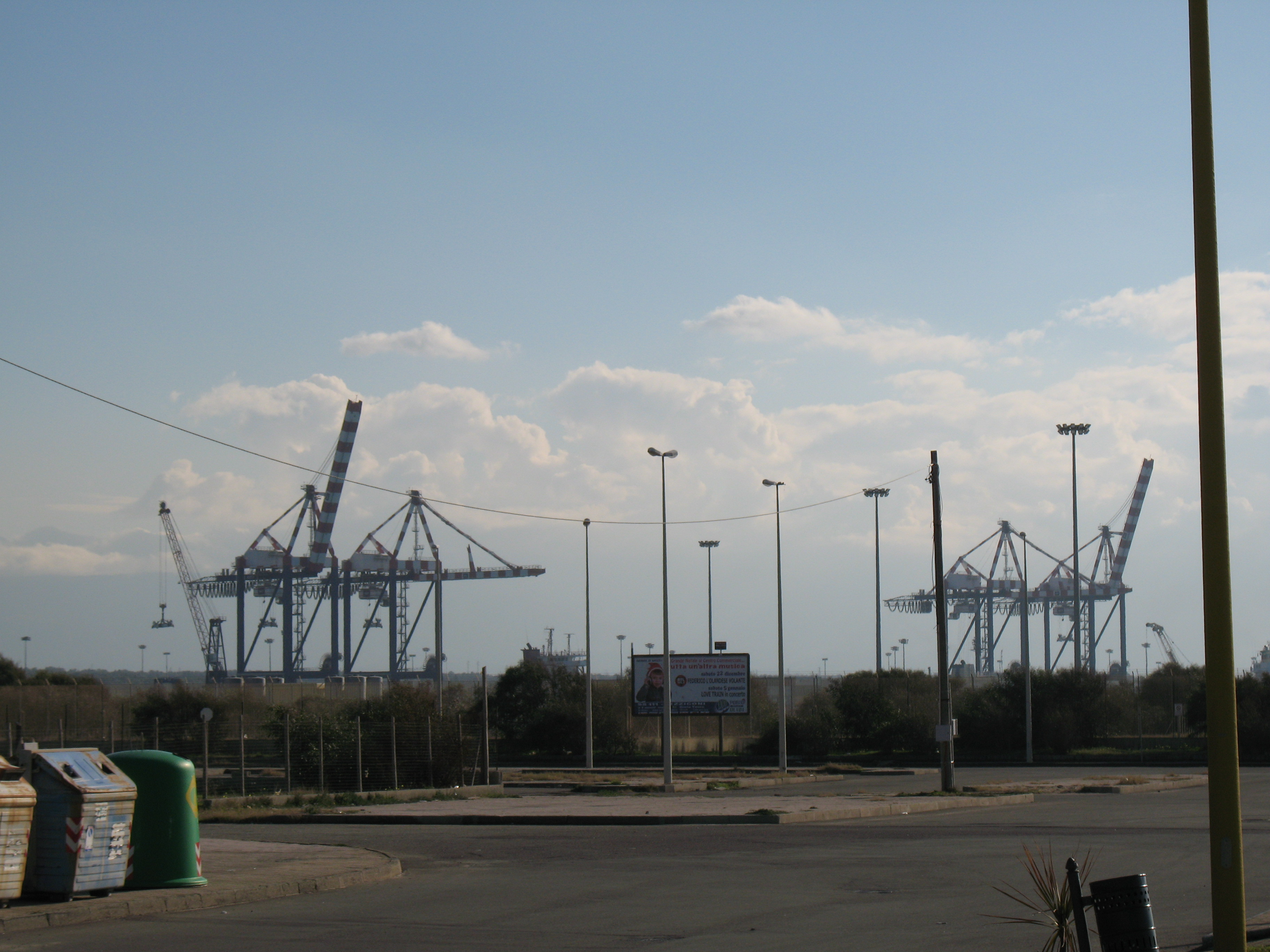
Porto di Gioia Tauro visto da San Ferdinando
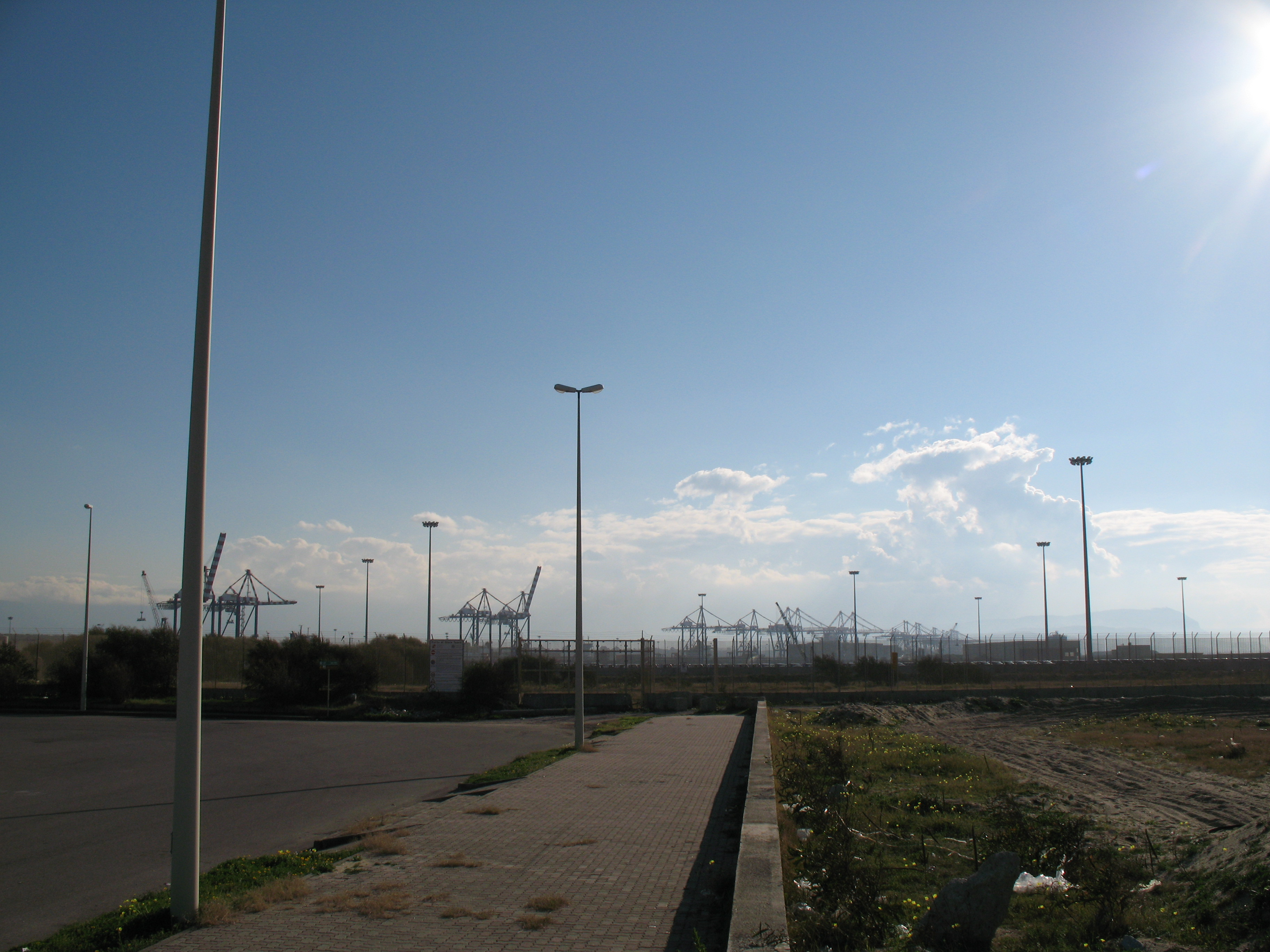
Porto di Gioia Tauro visto da San Ferdinando
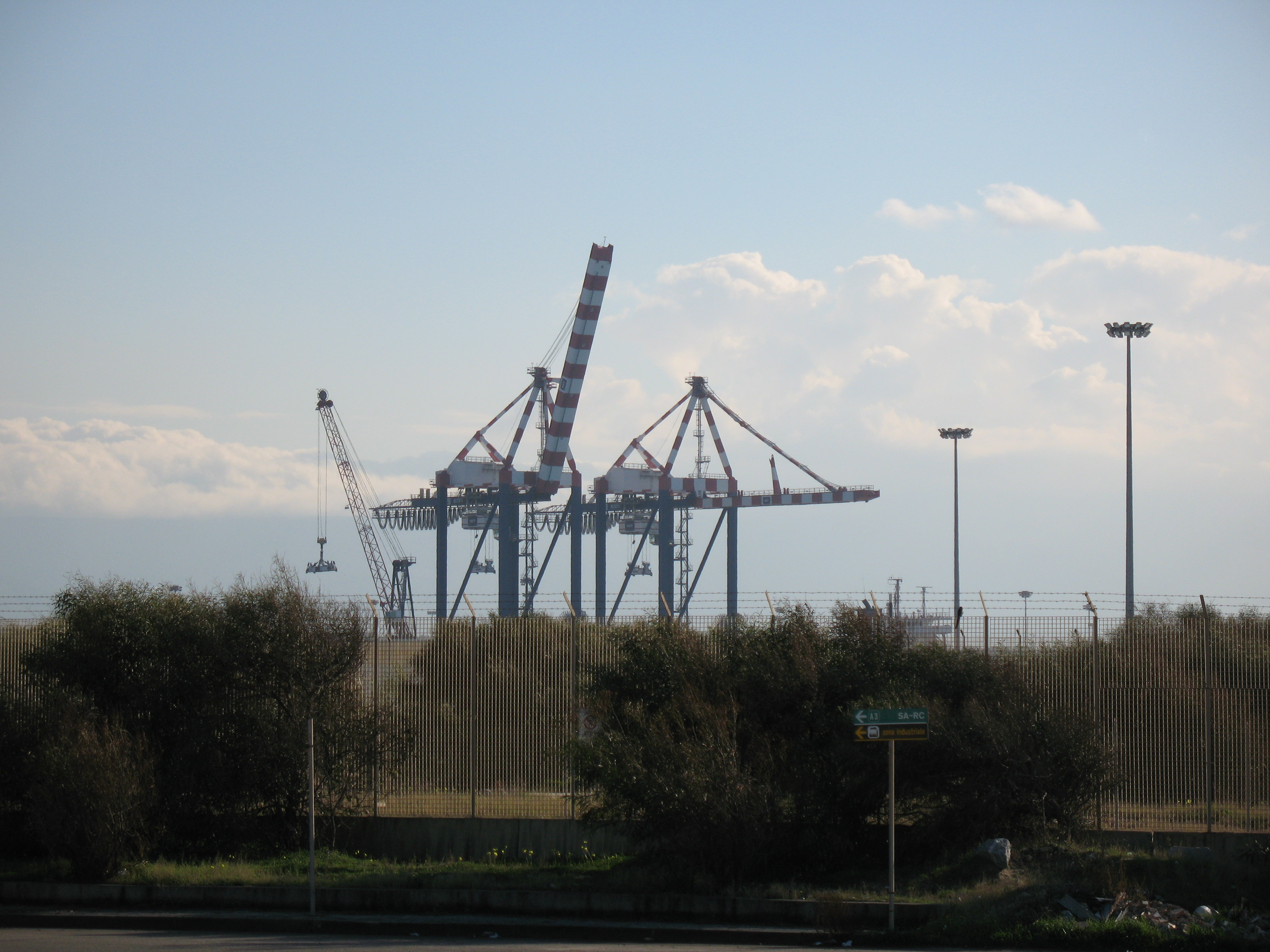
Porto di Gioia Tauro visto da San Ferdinando